# Šatovník šídlozobý
Šatovník šídlozobý (Viridonia sagittirostris) je vyhynulý druh šatovníka z čeledi pěnkavovitých, endemit Havajských ostrovů. Vyskytoval se pouze v hustých vlhkých lesích na ostrově Havaj podél řeky Wailuku River. Šatovník šídlozobý byl asi 17 cm velký pták, zabarvený olivově zelenou, která přecházela do žlutějších odstínů na hrudi a krku, hřbet byl o něco tmavší. Druh se vyznačoval dlouhým ostrým rovným černým zobákem. Vzhled ptáka se odrazil také do vědeckého jména Viridonia sagittirostris. Rodové jméno pochází z latinského „viridis” − zelený, druhové jméno „sagittirostris” pochází také z latiny a znamená něco jako „šípozobý”. O chování šatovníka šídlozobého se nedochovalo dostatečné množství informací. Lovil hmyz a pavouky, pomocí svého zobáku mohl sondovat stromové dutiny, živil se také nektarem. Pravděpodobně žil v párech, které si bránily určité teritorium, protože ptáci reagovali na lidské napodobování jejich hlasu. Vědě byl tento druh znám ani ne deset let. Objeven byl roku 1892, kdy také došlo k vědeckému popisu od Lionela Waltera Rothschilda, poslední pozorování pochází z roku 1901. Osudnému se tomuto druhu stalo přetváření lesů na plantáže cukrové třtiny.